# SS Lager 5 - L'inferno delle donne
SS Lager 5 - L'inferno delle donne è un film del 1977 diretto da Sergio Garrone. Appartiene al genere della Nazisploitation.

## Trama
Le prigioniere di un lager nazista sono vittime del sadismo sessuale degli ufficiali e degli esperimenti compiuti da alcuni scienziati folli.